# Добрілешть
Добрілешть, Добрілешті (рум. Dobrilești) — село у повіті Бузеу в Румунії. Входить до складу комуни Мерей.
Село розташоване на відстані 85 км на північний схід від Бухареста, 16 км на захід від Бузеу, 116 км на захід від Галаца, 98 км на південний схід від Брашова.

## Населення
За даними перепису населення 2002 року у селі проживали 64 особи, усі — румуни. Усі жителі села рідною мовою назвали румунську.